# La Labor de los Alba
La Labor de los Alba är en ort i Mexiko.   Den ligger i kommunen San Juan de los Lagos och delstaten Jalisco, i den centrala delen av landet, 400 km nordväst om huvudstaden Mexico City. La Labor de los Alba ligger 1 801 meter över havet och antalet invånare är 114.
Terrängen runt La Labor de los Alba är en högslätt. Runt La Labor de los Alba är det ganska tätbefolkat, med 65 invånare per kvadratkilometer. Närmaste större samhälle är San Juan de los Lagos, 14,3 km söder om La Labor de los Alba. Trakten runt La Labor de los Alba består till största delen av jordbruksmark.